# Dichelacera fuscipes
Dichelacera fuscipes är en tvåvingeart som beskrevs av Lutz 1915. Dichelacera fuscipes ingår i släktet Dichelacera och familjen bromsar. Inga underarter finns listade i Catalogue of Life.